# Округ Анџелина (Тексас)
Округ Анџелина (енгл. Angelina County) је округ у америчкој савезној држави Тексас. По попису из 2010. године број становника је 86.771.

## Демографија
Према попису становништва из 2010. у округу је живело 86.771 становника, што је 6.641 (8,3%) становника више него 2000. године.
| Група             | 2000.          | 2010.          |
| Белци             | 55.615 (69,4%) | 54.889 (63,3%) |
| Афроамериканци    | 11.792 (14,7%) | 13.035 (15,0%) |
| Азијати           | 538 (0,7%)     | 785 (0,9%)     |
| Хиспаноамериканци | 11.496 (14,3%) | 17.145 (19,8%) |
| Укупно            | 80.130         | 86.771         |